# Ямпільська міська рада
Я́мпільська міська́ ра́да — адміністративно-територіальна одиниця та орган місцевого самоврядування в Могилів-Подільському районі Вінницької області. Адміністративний центр — місто Ямпіль.

## Загальні відомості
- Територія ради: 9,5 км²
- Населення ради: 11 302 особи (станом на 1 січня 2011 року)
- Територією ради протікає Дністер

## Населені пункти
Міській раді підпорядковані населені пункти:
- м. Ямпіль

## Склад ради
Рада складається з 30 депутатів та голови.
- Голова ради: Гаджук Сергій
- Секретар ради: Семенюк Вадим

### Керівний склад попередніх скликань
| Прізвище, ім'я, по батькові   | Основні відомості                                                               | Дата обрання | Дата звільнення |
| ----------------------------- | ------------------------------------------------------------------------------- | ------------ | --------------- |
| Петровська Лідія Михайлівна   | Міський голова, 2006 року народження, член Народно-демократичної партії України | 26.03.2006   | 31.10.2010      |
| Кульбаба Олександр Васильович | Міський голова, 1964 року народження, освіта вища, безпартійний                 | 31.10.2010   |                 |

Примітка: таблиця складена за даними сайту Верховної Ради України

### Депутати
За результатами місцевих виборів 2015 року депутатами ради стали:

## Бізнес-потенціал

### Кількість працездатного населення[ред. • ред. код]
Кількість працездатного населення - 4854 чол.

#### Із них безробітних[ред. • ред. код]
безробітних - 220 чол.

### Площа земель запасу, які можна виділити під підприємницьку діяльність[ред. • ред. код]
Площа земель, що можна виділити під бізнес діяльність - 1 га

### Традиційні види підприємництва[ред. • ред. код]
Традиційні види бізнесу - торгівля, в тому числі міжнародна з республікою Молдова, надання побутових послух населенню, переробка сільськогосподарської продукції.

### Конкурентні переваги[ред. • ред. код]
Конкурентні переваги регіону - можливості щодо міжнародної торгівлі з республікою Молдови, розвинена система сільськогосподарських угідь з вирощування винограду,яблук,зернових культур, цукровий буряка тощо.